# Rubia tenuifolia
Rubia tenuifolia là một loài thực vật có hoa trong họ Thiến thảo. Loài này được d'Urv. miêu tả khoa học đầu tiên năm 1822.